# Portret van Madame Récamier

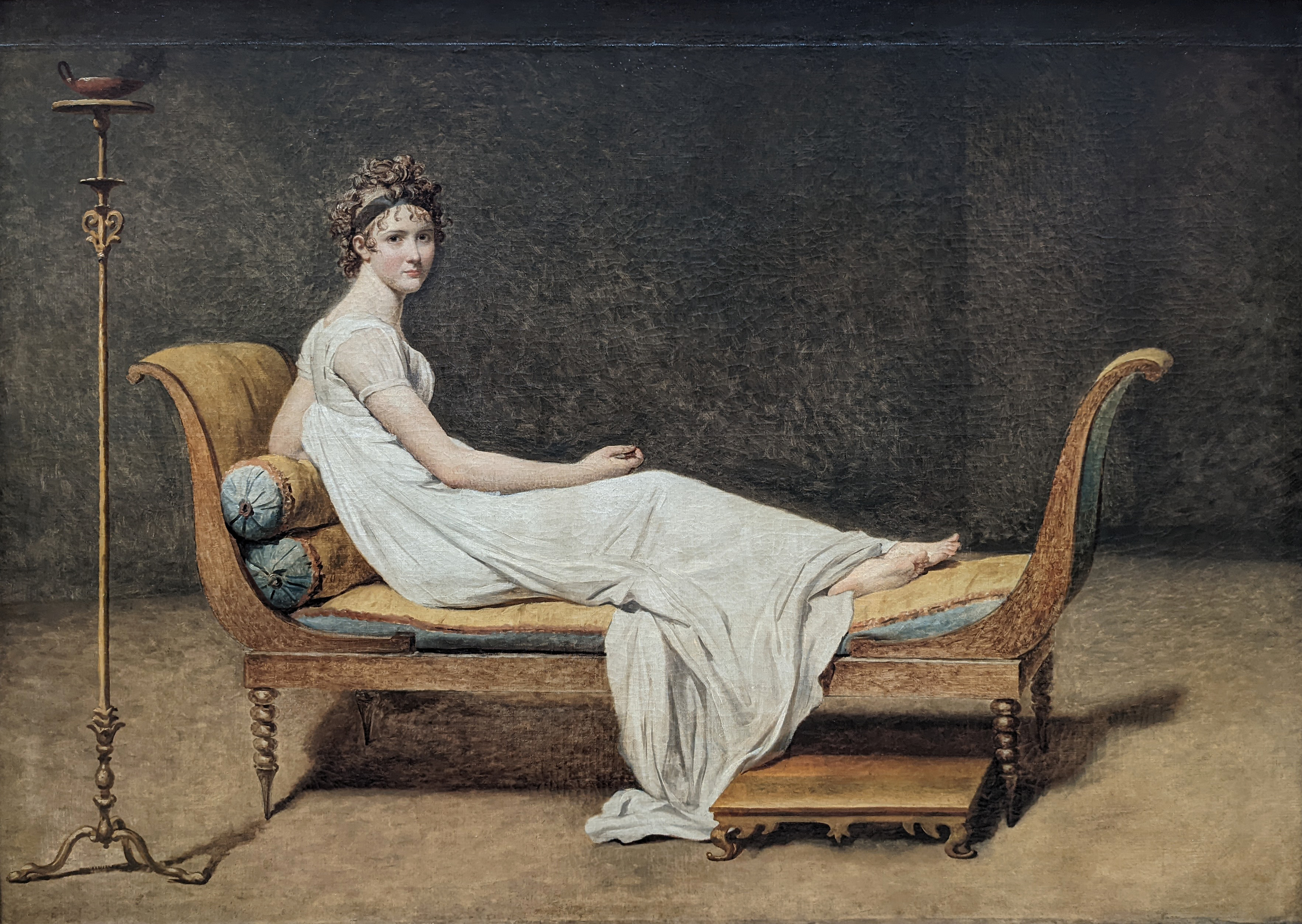
Juliette Récamier, geschilderd door Jacques-Louis David in 1800.

Portret van Madame Récamier is een schilderij uit 1800 van de Parijse socialite Juliette Récamier door Jacques-Louis David. Hij begon eraan in mei van het jaar 1800, maar heeft het waarschijnlijk onafgewerkt gelaten toen hij hoorde dat François Gérard de opdracht had gekregen om hetzelfde model te schilderen (diens Portrait de Juliette Récamier was klaar in 1802). Het werk van Jacques-Louis David bevindt zich nu in het Louvre te Parijs.
In Creatures in an Alphabet schreef Djuna Barnes het volgende over het schilderij:
The Seal, she lounges like a bride,
Much too docile, there’s no doubt;
Madame Récamier, on side,
(if such she has), and bottom out.
René Magritte heeft dit schilderij geparodieerd in zijn eigen werk: Perspective: Madame Récamier par David (1951).
Belisarius vraagt om een aalmoes (1780) · Portret van dokter Alphonse Leroy (ca. 1783) · De eed van de Horatii (1784) · De dood van Socrates (1787) · De lictoren brengen Brutus de lichamen van zijn zonen (1789) · De dood van Marat (1793) · De Sabijnse vrouwen (1799) · Portret van Henriette de Verninac (1799) · Portret van Madame Récamier (1800) · Napoleon steekt de Alpen over (1801-1805) · Portret van Pius VII (1805) · De kroning van Napoleon (1806-07) · De verdeling van de adelaars (1810) · Portret van graaf Antoine Français de Nantes (1811) · Keizer Napoleon in zijn studeerkamer in de Tuilerieën (1812) · Apelles schildert Campaspe in aanwezigheid van Alexander de Grote (ca. 1812) · Mars ontwapend door Venus (1824)